# Henry Ogg Forbes
Henry Ogg Forbes, (Drumblade, Schotland, 30 januari 1851 – Liverpool, 27 oktober 1932) was een Britse ontdekkingsreiziger, ornitholoog, plantkundige en antropoloog.

## Opleiding en carrière
Forbes studeerde geneeskunde aan de Universiteit van Aberdeen en Universiteit van Edinburgh. Door een oogkwaal staakte hij zijn studie en behaalde daardoor geen academische graad.
Tussen 1875 en 1877 verbleef hij in Portugal waar hij onder andere orchideeën bestudeerde.

## Reis door Indische Archipel

### Cocoseilanden, Java en Sumatra
Tussen oktober 1878 en augustus 1883 maakte hij een lange reis door de Indische Archipel. Via Batavia bezocht hij tussen december 1878 en februari 1879 de Cocoseilanden (toen Brits bezit) vervolgens ging hij terug naar Nederlands-Indië waar hij tot november van dat jaar uitgebreid studie maakte van de flora en fauna van Java en daar ook antropologisch onderzoek deed. Daarna ging hij naar Sumatra waar hij tot in december 1881 vergelijkbaar onderzoek verrichtte.

### Tanimbareilanden, Buru en Oost-Timor
In 1882 was hij weer op Java, daar voegde zijn reisgenote Annabelle Keith (1855 - 1922) uit Schotland zich bij hem en op 5 april 1882 trouwden zij in Batavia, waarna zij aan een bootreis richting Ambon begonnen. Tijdens deze reis maakte hij kennis met de aankomend gouverneur van Portugees Timor. Tussen juli en november bezochten zij de Tanimbar-eilanden en het eiland Buru. Vervolgens kwamen zij in december 1882 in Dili, de hoofdplaats van Portugees Timor. Daar liet hij Annabelle achter, terwijl hijzelf eind maart 1883 met een groot gevolg op expeditie ging. Tijdens deze expeditie in Letefoho (district Emera) kreeg Forbes het bericht, dat zijn vrouw aan malaria leed, waarop hij snel naar Dili terugkeerde. Het echtpaar Forbes besloot in juni 1883 richting Engeland te reizen via Ambon en Batavia. Terug in Schotland schreef hij een boek over zijn reis. Hierin liet hij blijken hoe sterk hij geïnspireerd was door de vergelijkbare reizen van Charles Darwin en Alfred Russel Wallace.

## Naar Nieuw-Guinea
In 1884 kreeg hij van de British Association for the Advancement of Science en de Royal Geographical Society opdracht om onderzoek te doen in het Britse deel van Nieuw-Guinea (sinds 1975 Papoea-Nieuw-Guinea). Eerst kwam hij aan in Cooktown (Australië). Daar verliepen de geplande expedities niet zoals gehoopt; er waren tegenslagen door weersomstandigheden en problemen met de betaling van dragers. Hij deed in 1886 en 1887 pogingen het Owen Stanley-gebergte te doorkruisen. Tussendoor, in juni 1886 was hij deelnemer aan een strafexpeditie naar Joannet Island (Pana Timani) op de Louisiaden (provincie Milne Bay) in het uiterste zuidoosten van Nieuw-Guinea. Ook was hij een tijdje meteorologisch waarnemer in Port-Moresby.

## Museumdirecteur in Nieuw-Zeeland. Terug naar Engeland

### Chathameilanden
Tussen 1888 en 1892 was hij directeur van het Canterbury Museum in Christchurch (Nieuw-Zeeland). In die periode leidde hij in 1892 een expeditie naar de Chathameilanden oostelijk van Nieuw-Zeeland. Daar ontdekte hij twee nieuwe endemische soorten: Onslows aalscholver (Leucocarbo onslowi) en de subfossielen van Hawkins' ral (Diaphorapteryx hawkinsi) .
In augustus 1892 keerde hij definitief terug naar Groot-Brittannië. Inmiddels was hij een alom gerespecteerd ontdekkingsreiziger, antropoloog en natuuronderzoeker. In 1896 verscheen een uitgebreide studie over primaten van zijn hand (A hand-book to the Primates).

### Socotra
Tussen november 1898 en februari was hij op het eiland Socotra (Jemen) samen met William Robert Ogilvie-Grant namens het British Museum. Ze ontdekten daar diverse bijzondere soorten zoals de Arabische aalscholver (Phalacrocorax nigrogularis).
In totaal beschreef Forbes negen nieuwe vogelsoorten tijdens zijn leven, deels samen met Ogilvie-Grant.

### Peru
In 1911 had hij de functie van consulting director on museums in Liverpool. In die hoedanigheid kreeg hij van een Peruaans bedrijf de opdracht studie te maken van de effecten van de winning van guano op de zeevogels die nestelen op eilanden in de Grote Oceaan voor de kust van de Peruaanse regio Ica zoals de Ballestaseilanden voor de stad Pisco. Hij signaleerde in zijn rapport uit 1913 enorme misstanden waarbij door de winning van guano de zeevogels verdwenen.
Tevens was hij getuige van het natuurverschijnsel El Niño, waarbij enorme aantallen zeevogels omkwamen door gebrek aan vis, die stierven in het plotseling opkomende voedselarme, warme zeewater.

### Natuurbescherming
Forbes, samen met zijn vrouw behoorden tot de natuurbeschermers van het eerste uur. In Nederlands-Indië constateerde Forbes al bezorgd hoe op Sumatra ongerept regenwoud in brand gestoken werd om landbouwgrond te verkrijgen. Hij zag hoe honderdduizenden vogels werden afgemaakt en verhandeld, louter om te voldoen aan modegrillen in die tijd. Deze verontwaardiging leidde tot oprichting van nationale en internationale natuurbeschermingsorganisaties.
Henry Ogg Forbes overleed in oktober 1932 in Liverpool op 81-jarige leeftijd. Tien jaar eerder overleed zijn echtgenote Annabelle.
- Australian Dictionary of Biography: forbes-henry-ogg-3548
- Bibsys: 2106265
- Bibliothèque nationale de France: cb153654765 (data)
- Author citation (botany): H.O.Forbes
- CiNii: DA04062804
- Stuttgart Database of Scientific Illustrators 1450–1950: 6893
- Gemeinsame Normdatei: 124195695
- International Standard Name Identifier: 0000 0001 0980 7810
- Library of Congress Control Number: n87131888
- Nationale bibliotheek van Australië: 35584830
- Nederlandse Thesaurus van Auteursnamen: 117374423
- Réseau des bibliothèques de Suisse occidentale: 02-A013133152
- SNAC: w6232m88
- Système universitaire de documentation: 171236033
- Museum of New Zealand Te Papa Tongarewa: 5560
- Trove: 1004242
- Virtual International Authority File: 64933667
- WorldCat: E39PBJcKPXFpGkFcChFrYXrg8C